# Andrew Giuliani
Andrew Harold "Andy" Giuliani (sinh ngày 30 tháng 1 năm 1986) hiện tại đang làm việc trong Văn phòng Liên lạc công cộng cho tổng thống Donald Trump. Là con trai của Rudy Giuliani, cựu thị trưởng của Thành phố New York

## Tiểu sử
Giuliani là con của Rudy Giuliani và Donna Hanover, sinh vào năm 1986. Ông có một người em gái, Caroline. Bố của ông được bầu làm thị trưởng của Thành phố New York vào năm 1993, và ông thu hút sự chú ý của mình cùng lời thề của mình tại văn phòng. Andrewm sẽ lặp lại lời thề cùng với Rudy. Giuliani đã từng học tại trường cao trung Saint Joseph Regional tại Montvale, New Jersey, và học tại Đại học Duke, nơi mà ông chơi golf với khao khát trở thành người chơi golf chuyên nghiệp. Tuy nhiên, vào năm 2008, Giuliani đã bị loại khỏi đội và thưa kiện trường đại học, ông tuyên bố rằng huấn luyện viên golf của anh ta đã buộc tội anh ta để biện minh cho việc đuổi anh ta khỏi đội. Vụ kiện đã bị bác bỏ sau đó, ông làm nhân viên kinh doanh tại CapRok Capital
Giuliani cũng xuất hiện trong chương trình Đột Phá Lớn trên kênh Golf
Ngày 6 tháng 3 năm 2017, Giuliani phục vụ trong mảng kinh tế - tài chính trong Văn phòng Liên lạc công cộng. Bố của ông là người rất đặc biệt trong chiến dịch tranh cử năm 2016. Ông ban đầu làm việc như là một cố vấn an ninh mạng và gia nhập đội ngũ pháp lí của tổng thống vào tháng 4 năm 2018
Dựa vào bẳng báo cáo của Axios, Quyền truy cập chưa được giải quyết để vào Cánh Tây của Giuliani đã được hủy bỏ bởi Chánh văn phòng Nhà Trắng John F. Kelly vào khoảng đầu tháng 6 năm 2018

## Đời sống cá nhân
Vào tháng 8 năm 2016, Giuliani đính hôn với Zivile Rezgyte (tiếng Litva: Živilė Rezgytė), giám đốc công ty điều hành tài khoản bất động sản. Họ lấy nhau tại Manhattan vào ngày 12 tháng 7 năm 2017. Ông là người cộng sự chơi golf thường xuyên của Donald Trump